# Ella D'Arcy
Ella D'Arcy (Londres, 1857-1939) fue una escritora británica, autora de novelas y cuentos.

## Vida y obras
Aunque nació en Londres, pasó parte de su vida en las Islas del Canal. 
Sus obras se relacional con la «Nueva» ficción fin de siècle, caracterizadas por una actitud de esteticismo, cambiando actitudes sociales y el realismo psicológico. Contribuyó a la revista The Yellow Book y su estilo impresionista y representaciones de la Nueva Mujer encajaban bien en el contenido de esa publicación. Ayudó de manera oficiosa a Henry Harland a editar el periódico. 
Era amiga íntima de la importante autora y compañera en Yellow Book Charlotte Mew, de quien se dice qaue se enamoró de ella. Sus obras incluyen una colección de relatos cortos Monochromes (1895) y Modern Instances (1898), así como la novela The Bishop's Dilemma (1898). Su traducción de la biografía de André Maurois de Percy Bysshe Shelley, Ariel, se publicó en 1924. Muchas de sus obras se publicaron por John Lane en la editorial the Bodley Head.